# Shariki
Shariki (Ruso: Ша́рики, "Las esferas") es un videojuego de lógica desarrollado por el programador ruso Eugene Alemzhin para DOS en 1994. El objetivo del juego es ganar puntaje al juntar en línea (vertical u horizontal) tres o más esferas de un mismo color, tras lo cual explotan y aparecen otras nuevas en su lugar. El juego termina cuando no hay más combinaciones posibles en el tablero.

## Remakes
La lógica original de juego de la versión de DOS fue reutilizada en algunos remakes:
- Shariki para Windows
- Super Shariki
- Falling Bubbles

## Clones
Shariki probó tener una gran influencia y con el tiempo aparecieron muchos juegos que poseían mecanismos muy similares, los cuales fueron conocidos genéricamente como juegos "match three":
- Panel de Pon / Tetris Attack desarrollado por Intelligent Systems y publicado por Nintendo.
- Bejeweled por PopCap Games.
- Jewel Quest creado y publicado por iWin.
- Puzzle Quest: Challenge of the Warlords desarrollado por Infinite Interactive y publicado por D3 Publisher.
- Aurora Feint juego para iPhone y iPod Touch.
- Candy Crush Saga, exitoso juego multiplataforma con tintes sociales desarrollado por King.